# Vecchia che studia l'alfabeto ed è derisa da una bambina
Vecchia che studia l'alfabeto ed è derisa da una bambina (in inglese: Old Woman Studying the Alphabet with a Laughing Girl) è un disegno a matita, con rialzi di pittura bianca a tempera, di Sofonisba Anguissola, conservato a Firenze, al Gabinetto Disegni e Stampe degli Uffizi (inventario 13936 F).

## Storia e descrizione
Questo disegno apparteneva alla collezione di Leopoldo de' Medici (1617-1675), insieme a un Autoritratto e a un altro disegno della Anguissola che oggi risulta disperso. Nella incisione Vecchia rimbambita muove il riso alla fanciulletta, opera di Jacob Bos, la composizione è analoga a quella di questo disegno degli Uffizi, da cui con ogni probabilità deriva; ma la vecchia lascia vedere il piccolo libro con le lettere dell'Abecedario. La tecnica usata in questo disegno è la matita nera - con rialzi di pittura in bianco - su carta olivastra, incollata su tela. La carta presenta abrasioni.
La ragazza è identificabile con Europa Anguissola, per la somiglianza con la bambina del dipinto Partita a scacchi firmato e datato 1555 da Sofonisba Anguissola: analoga è l'espressione del volto, aperto al riso. Il disegno fu tuttavia realizzato qualche anno più tardi, rispetto al dipinto, perché Europa non è più una bambina, ma una adolescente. Da notare i dettagli analitici della veste della ragazza e l'espressione della vecchia, in attenta concentrazione. La vecchia è identificabile, a sua volta, nella servente dei dipinti di Sofonisba Anguissola Partita a scacchi e Autoritratto alla spinetta (la versione, datata 1559 ca., che è nella Earl Spencer collection, nella tenuta di Althorp). Secondo gli insegnamenti del pittore, e suo maestro, Bernardino Campi la Anguissola esegue con mano sicura ed esperta il fine tratteggio delle ombreggiature.
La rappresentazione del riso o del pianto ha illustri precedenti, nell'area della pittura fiamminga del Cinquecento; ma deriva anche da disegni di Leonardo da Vinci. Rientra nel gusto dell'arte tragi-comica profana o nella cosiddetta pittura ridicola. Confrontare questo disegno col Fanciullo morso da un gambero, disegno di Sofonisba Anguissola (Napoli, Museo di Capodimonte), pervenuto ai Borboni dalle collezioni Farnese e che risale a poco oltre la metà del cinquecento. Confrontare anche con il Ragazzo morso da un ramarro di Caravaggio.